# Ogród Zoologiczny Hagenbecka
Ogród Zoologiczny Hagenbecka (niem. Tierpark Hagenbeck) – ogród zoologiczny w Hamburgu, w Niemczech. 

## Historia
Początek ogrodu datowany jest na 1863 rok, kiedy utworzono pierwszą kolekcję zwierząt należącą do Carla Hagenbecka Sr. (1810–87), sprzedawcy ryb. Sam park został utworzony przez Carla Hagenbecka Jr. w 1907 roku. W pierwszym zoo nie występowały klatki dla zwierząt, a separację od zwiedzających zapewniały fosy, by zapewnić jak najbardziej naturalne środowisko dla zwierząt. Podczas II wojny światowej ogród został zniszczony w 70 procentach. Odbudowano go, a 10 lutego 1992 roku zoo zostało wpisane na listę zabytków Hamburga. W 2007 roku otwarto mające 8 000 m² terrarium, a w 2012 nowy budynek dla zwierząt arktycznych. Do kwietnia 2020 ogrodem zarządzali członkowie rodziny Hagenbecków. 1 kwietnia 2020 przekazali oni zarząd nad ogrodem Dr. Dirkowi Albrechtowi i Ludgarowi Patt, którzy zostali pierwszymi zarządcami spoza rodziny. 

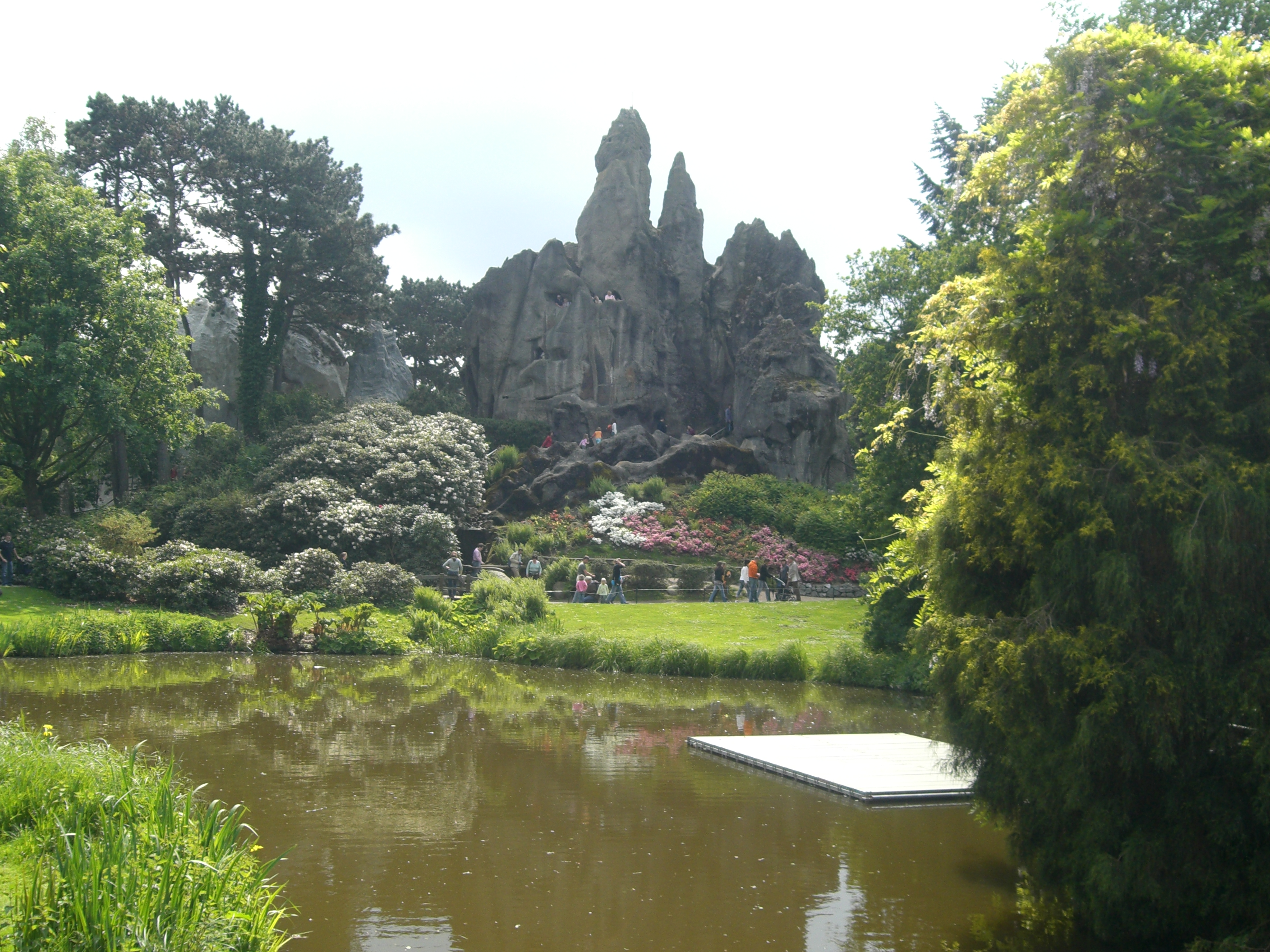
Wielka skała w Ogrodzie Zoologicznym Hagenbecka